# 岩高兰
岩高兰为岩高兰科岩高兰属下的一个种。